# 常州市儿童医院
常州市儿童医院（原天宁医院），是中华人民共和国江苏省的一所医院，为二级甲等医院，位于常州市延陵东路323号。

## 规模
常州市儿童医院总床位200张，日门诊量2157人次。